# Maria Amalia của Hai Sicilie
Maria Amalia của Hai Sicilie (tiếng Ý: Maria Amalia delle Due Sicilie; 25 tháng 2 năm 1818 tại Pozzuoli, Hai Sicilie – 6 tháng 11 năm 1857 tại Madrid, Tây Ban Nha) là Vương nữ Hai Sicilie và qua hôn nhân với Sebastiaõ của Bồ Đào Nha và Tây Ban Nha, là Vương tức Bồ Đào Nha và Tây Ban Nha.